# Edmilson Junior Paulo da Silva
Junior Edmilson Paulo da Silva (Luik, 19 augustus 1994) - alias Edmilson jr. - is een Belgische voetballer van Braziliaanse afkomst die doorgaans als aanvaller speelt. Edmilson jr. verruilde Sint-Truidense VV in januari 2016 voor Standard Luik. Hij is een zoon van voormalig profvoetballer Edmilson Paulo da Silva.

## Spelerscarrière

### Jeugd
Edmilson jr. werd geboren in Luik. Zijn Braziliaanse vader, voetballer Edmilson Paulo da Silva, was vier jaar eerder naar België verhuisd om er een contract te tekenen bij RFC Seraing. 
In 2003 sloot Edmilson jr. zich aan bij de jeugd van FC Seraing, een bescheiden voetbalvereniging die dezelfde naam droeg als de club waar zijn vader een decennium eerder was doorgebroken. Na enkele jaren maakte de jonge aanvallende middenvelder de overstap naar RFC Huy. In 2006 werd Edmilson jr. opgemerkt door Standard Luik, de club waarvoor ook zijn vader twee seizoenen had gespeeld.
Omdat Edmilson jr. geen toekomstperspectief zag bij Standard, tekende hij in april 2012 een tweejarig contract bij toenmalig tweedeklasser Sint-Truidense VV.

### STVV
Edmilson jr. mocht van toenmalig STVV-trainer Guido Brepoels al snel aansluiten bij de selectie van het eerste elftal. Hij maakte op 19 augustus 2012 zijn officiële debuut voor de club, middenvelder in een bekerwedstrijd tegen derdeklasser KFC Vigor Wuitens Hamme. Drie dagen na zijn bekerdebuut mocht hij ook in de competitie in actie komen. Hij viel thuis tegen KV Oostende na 81 minuten in voor doelpuntenmaker Bruno Andrade. STVV won het duel met 3-1.
Een seizoen later wist STVV zich onder coach Yannick Ferrera te kwalificeren voor de eindronde om promotie. Edmilson jr. kwam in vijf van de zes wedstrijden in actie, maar slaagde er met zijn team niet in om te promoveren. Een seizoen later werd STVV kampioen met negen punten voorsprong en mocht de club alsnog naar de hoogste afdeling.
Op 24 juli 2015, de eerste speeldag van het seizoen 2015/16, maakte Edmilson jr. zijn debuut in de [[Eerste klasse (voetbal jr. scoorde in de 74e minuut het beslissende doelpunt. Enkele minuten later werd hij met een tweede gele kaart uitgesloten. Op 1 november 2015 was hij ook beslissend in het duel tegen zijn ex-club Standard, dat inmiddels geleid werd door gewezen STVV-trainer Yannick Ferrera. Edmilson jr., die al na een kwartier een strafschop had gemist, scoorde na 56 minuten het enige doelpunt van de wedstrijd.

### Standard Luik
Tijdens de winterstop van het seizoen 2015/16 stond Edmilson jr. in de belangstelling van AA Gent en zijn ex-club Standard. Eind december 2015 bereikte Gent een akkoord met STVV. Op 4 januari 2016 stuurde de speler een tweet met de tekst "mijn hart ligt bij Standard" de wereld in, waarna de speler een spreekverbod kreeg van STVV. Enkele dagen later tekende hij een contract voor 3,5 seizoenen bij Standard. Bij de Luikse club werd hij verenigd met gewezen STVV-trainer Yannick Ferrera en enkele dagen later ook met Jean-Luc Dompé, die eveneens de overstap van STVV naar Standard maakte.

### Al-Duhail SC
Na de Belgische Supercup op 22 juli 2018 tegen Club Brugge, waarin hij een doelpunt scoorde voor Standard, werd bekend gemaakt dat Edmilson jr. een contract zal tekenen bij de Qatareese club Al-Duhail SC.

## Clubstatistieken
| Seizoen | Club              | Competitie    | Competitie | Competitie | Beker | Beker | Internationaal | Internationaal | Supercup | Supercup | Totaal | Totaal |
| Seizoen | Club              | Competitie    | Wed.       | Dlp.       | Wed.  | Dlp.  | Wed.           | Dlp.           | Wed.     | Dlp.     | Wed.   | Dlp.   |
| ------- | ----------------- | ------------- | ---------- | ---------- | ----- | ----- | -------------- | -------------- | -------- | -------- | ------ | ------ |
| 2012/13 | Sint-Truidense VV | Tweede klasse | 26         | 1          | 4     | 1     | —              | —              | —        | —        | 30     | 2      |
| 2013/14 | Sint-Truidense VV | Tweede klasse | 19         | 1          | 0     | 0     | —              | —              | —        | —        | 19     | 1      |
| 2014/15 | Sint-Truidense VV | Tweede klasse | 23         | 2          | 2     | 0     | —              | —              | —        | —        | 25     | 2      |
| 2015/16 | Sint-Truidense VV | Eerste klasse | 19         | 5          | 2     | 0     | —              | —              | —        | —        | 21     | 5      |
| 2015/16 | Standard Luik     | Eerste klasse | 11         | 2          | 3     | 1     | 0              | 0              | —        | —        | 14     | 3      |
| 2016/17 | Standard Luik     | Eerste klasse | 27         | 5          | 1     | 0     | 6              | 1              | 1        | 0        | 35     | 6      |
| 2017/18 | Standard Luik     | Eerste klasse | 34         | 10         | 3     | 1     | 0              | 0              | —        | —        | 37     | 11     |
| 2018/19 | Standard Luik     | Eerste klasse | 0          | 0          | 0     | 0     | 0              | 0              | 1        | 1        | 1      | 1      |
| 2018/19 | Al-Duhail SC      | Qatari League | 22         | 4          | 5     | 4     | 8              | 1              | 1        | 0        | 36     | 9      |
| Totaal  | Totaal            | Totaal        | 185        | 30         | 16    | 7     | 14             | 2              | 3        | 1        | 219    | 39     |

## Erelijst
STVV
| Competitie    | Aantal | Jaren   |
| ------------- | ------ | ------- |
| Tweede klasse | 1x     | 2014/15 |

 Standard Luik
| Nationaal        |    |            |
| Beker van België | 2x | 2016, 2018 |